# Hedleyoconcha ailaketoae
Hedleyoconcha ailaketoae é uma espécie de gastrópode  da família Charopidae.
É endémica da Austrália.